# Liste der Biografien/Fij
Liste der Biografien |
Portal Biografien |
Personensuche
# |
A |
B |
C |
D |
E |
F |
G |
H |
I |
J |
K |
L |
M |
N |
O |
P |
Q |
R |
S |
T |
U |
V |
W |
X |
Y |
Z |
?
 
Fa |
Fe |
Ff |
Fh |
Fi |
Fj |
Fk |
Fl |
Fm |
Fn |
Fo |
Fr |
Ft |
Fu |
Fy
 
Fia |
Fib |
Fic |
Fid |
Fie |
Fif |
Fig |
Fih |
Fii |
Fij |
Fik |
Fil |
Fim |
Fin |
Fio |
Fip |
Fiq |
Fir |
Fis |
Fit |
Fiu |
Fiv |
Fix |
Fiz
Die Liste der Biografien führt alle Personen auf, die in der deutschsprachigen Wikipedia einen Artikel haben. Dieses ist eine Teilliste mit 13 Einträgen von Personen, deren Namen mit den Buchstaben „Fij“ beginnt.

## Fij
- Fij, Renze (* 1992), niederländischer Fußballspieler

### Fija
- Fijakowski, Frank, deutscher Skeletonfahrer
- Fijałek, Grzegorz (* 1987), polnischer Beachvolleyballspieler
- Fijałkowski, Antoni (1797–1883), Erzbischof von Minsk-Mahiljou
- Fijałkowski, Antoni Melchior (1778–1861), Erzbischof in Warschau
- Fijalkowski, Isabelle (* 1972), französische Basketballspielerin
- Fijalkowski, Jürgen (1928–2014), deutscher Politikwissenschaftler und Soziologe
- Fijas, Piotr (* 1958), polnischer SkispringerPiotr Fijas (* 1958)

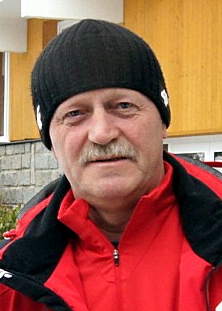
Piotr Fijas (* 1958)

- Fijas, Tadeusz (* 1960), polnischer Skispringer

### Fije
- Fijew, Wassili Iwanowitsch (* 1982), russischer Fußballspieler
- Fijewski, Tadeusz (1911–1978), polnischer Schauspieler und Opfer des Nationalsozialismus

### Fijn
- Fijneman, Cor (* 1977), niederländischer Trance-DJ und Musikproduzent

### Fijo
- Fijołek, Konrad (* 1976), polnischer Kommunalpolitiker, Stadtpräsident von Rzeszów